# アクト・オブ・キリング
『アクト・オブ・キリング』（原題：The Act of Killing）は、2012年制作のイギリス・デンマーク・ノルウェーのドキュメンタリー映画。

## 概要
1965年、時のインドネシア大統領・スカルノが陸軍のスハルト少将のクーデターにより失脚、その後、右派勢力による「インドネシア共産党員狩り」と称した大虐殺が行われ、100万人以上が殺害されたといわれている、9月30日事件を追った作品。
当時、虐殺に関わった者たちを取材し、彼らにその時の行動をカメラの前で演じさせて再現するという手法をとった異色のドキュメンタリー映画である。
なお、製作に関わった多くの現地スタッフは、事件がインドネシア国内では未だにタブーであり、名前を明かすことが様々な危険を伴うとの理由から、「ANONYMOUS（匿名）」としてクレジットされている。
2014年には姉妹編『ルック・オブ・サイレンス』が公開された。

## 反響・評価
スカルノの第三夫人であったデヴィ・スカルノは本作を高く評価し、監督のジョシュア・オッペンハイマーに「9月30日事件の真実を明らかにし、夫の汚名をそそいでくれた」と感謝の意を表している。